# 경성순환열차
경성순환열차(京城循還列車)는 경성역을 출발하여 서대문, 마포 일대를 거쳐 용산역에서 종착하던 일제강점기의 열차였다. 경의선, 당인리선, 용산선을 직결하여 운행하였으며, 이 운행 계통을 경성순환노선으로 부르기도 했다. 조선총독부 철도국에서 운영했다.

## 운행 구간
●은 열차가 진행 방향을 바꿈을 의미한다. 경성역에서 용산역으로, 용산역에서 경성역으로 가는 양 방향 열차가 모두 있었다고 한다.
- 경의선 : 경성 - 서소문 - 아현리 - 신촌
- 용산선(서강 ~ 신촌) : 신촌 - 연희 - 서강●
- 당인리선 : 서강 - 세교리 - 방송소앞 - 당인리● - 방송소앞 - 세교리 - 서강
- 용산선(본선) : 서강 - 동막 - 공덕리 - 미생정 - 원정 - 용산

## 특징
경성역을 출발한 뒤 서강역과 당인리역에서 열차가 운행 방향을 바꿨다. 이때 열차 운행 방향을 비교적 용이하게 바꿨는데, 경성순환열차를 운행하는 데 사용한 열차가 3등 동차이기 때문이었다. 3등 동차는 운전석이 양쪽에 있어, 기관차가 선로를 왕복하며 객차의 양단에서 위치를 바꿀 필요가 없었다.
경의선과 용산선을 연결하는 삼각선 격인 용산선(서강 ~ 신촌)이 1960년에 폐지되어서, 현재는 이렇게 열차를 운행할 수 없다. 한편 직결운행에 따라 순환선으로 운영된 다른 운행계통으로는 교외선이 있었다.

## 역사
- 1930년 12월 25일 : 운행 개시[1]
- 1944년 3월 31일 : 폐지[2]

## 사건
- 1935년 8월 18일, 원정역과 미생정역 사이의 선로에서 남녀 15명이 열차가 다가오는 것을 모른 채 자고 있었다고 한다. 이를 목격한 순경이 이들을 깨웠고, 원정역을 출발한 열차는 사상자 없이 미생정역에 도착했다고 한다.[3]